# Rudolph Bergh
Ludvig Sophus Rudolph Bergh (15 de octubre de 1824-1909) fue un médico y zoólogo danés.

## Biografía
En 1863, 'Rudolph Bergh asumió el papel de director médico "del Hospital Almindeligt" de Copenhague - ahora extinto - trabajando en el departamento de dermatología y enfermedades venéreas. Fue trasladado en 1886 al "Hospital de Vestre" que funcionó hasta 1903. Al año siguiente de su muerte, el hospital Vestre recibió su nombre. Hasta el año 2000, en este hospital se hicieron de forma anónima y libres, pruebas de enfermedades de transmisión sexual, incluido el SIDA, así como información para su prevención. Este hospital fue cerrado en 2000 por razones económicas, y parte de sus servicios fue trasladado al hospital de Bispebjerg, de Copenhague.
Entre los numerosos escritos producidos por Rudolph Bergh hay un informe sobre tatuajes de prostitutas publicado en 1891 en el Diario del hospital, con lo que su investigación trata sobre la relación entre la prostitución, la delincuencia y los tatuajes. Este artículo, que puede parecer retrógrado hoy, no debe ser considerado como la única contribución de Rudolph Bergh; sus diversos manuscritos fueron publicados centrados en mejorar la salud pública y, en particular, acerca de las enfermedades de transmisión sexual.
Además de su trabajo como médico también fue un apasionado de la zoología. Llegó a ser conocido internacionalmente como un referente experto en anatomía y taxonomía de las nudibranchias, de acuerdo con la "Gran Enciclopedia de Dinamarca".
Delante del "Hospital de Berghs Rudolph" en la calle "Tietgensgade" en Copenhague, se encuentra su busto esculpido por P.S. Krøyer en 1894. El médico mantuvo este busto de Berghs, regalo de sus colegas, su casa hasta su muerte, cuando su viuda lo presentó al hospital.
Su hijo, Rudolf Sophus Bergh (1859-1924), fue un compositor y zoólogo danés.

## Honores

### Eponimia
Una calle que lleva su nombre está en el barrio "Ydre Østerbro" en el noreste de Copenhague.
Género de moluscos
- Berghia Trinchese, 1877[1]
- La abreviatura «Bergh» se emplea para indicar a Rudolph Bergh como autoridad en la descripción y clasificación científica de los vegetales.[2]